# C30H41NO6S
化学式C30H41NO6S（摩尔质量：543.72 g/mol）可能指：
- 瑞达布韦，CAS号：1314795-11-3
- 沙戈匹隆，CAS号：305841-29-6

|  | 这个同类索引页列出了具有相同分子式的化学物（即同分異構體）条目。 除非您是有意链接至本页，否则应将相应条目的内部链接指向正确的条目。 |